# Фінал Кубка Стенлі 1998

Фінал Кубка Стенлі 1998 (англ. Stanley Cup Finals) — 106-й загалом фінал Кубка Стенлі та сезону 1997–1998 у НХЛ між командами «Вашингтон Кепіталс» та «Детройт Ред Вінгз». Фінальна серія стартувала 9 червня в Детройті, а фінішувала 16 червня перемогою «Детройт Ред Вінгз».
У регулярному чемпіонаті «Вашингтон Кепіталс» фінішували четвертими в Східній конференції набравши 92 очка, а «Детройт Ред Вінгз» посіли третє місце в Західній конференції з 103 очками.
У фінальній серії перемогу здобули «Детройт Ред Вінгз» 4:0. Приз Кона Сміта (найкращого гравця фінальної серії) отримав нападник «Червоних крил» Стів Айзерман. «Детройт Ред Вінгз» став володарем Кубка Стенлі другий рік поспіль.

## Шлях до фіналу
| Західна конференція     |          |                |                   |                                    |
| Стадія                  | Суперник | Суперник       | Загальний рахунок | Результати матчів                  |
| Чвертьфінал конференції | 6        | Фінікс Койотс  | 4 : 2             | 6:3, 4:7, 2:3, 4:2, 3:1, 5:2       |
| Півфінал конференції    | 4        | Сент-Луїс Блюз | 4 : 2             | 2:4, 6:1, 3:2 (2ОТ), 5:2, 1:3, 6:1 |
| Фінал конференції       | 1        | Даллас Старс   | 4 : 2             | 2:0, 1:3, 5:3, 3:2, 2:3 (ОТ), 2:0  |

| Східна конференція      |          |                 |                   |                                               |
| Стадія                  | Суперник | Суперник        | Загальний рахунок | Результати матчів                             |
| Чвертьфінал конференції | 5        | Бостон Брюїнс   | 4 : 2             | 3:1, 3:4 (2ОТ), 3:2 (2ОТ), 3:0, 4:0, 3:2 (ОТ) |
| Півфінал конференції    | 8        | Оттава Сенаторс | 4 : 1             | 4:2, 6:1, 3:4, 2:0, 3:0                       |
| Фінал конференції       | 6        | Баффало Сейбрс  | 4 : 2             | 0:2, 3:2 (ОТ), 4:3 (ОТ), 2:0, 1:2, 3:2 (ОТ)   |

## Арени
| Детройт           | Джо Луїс Арена Кепітал Ван-аренаclass=notpageimage\| Арени фіналу Кубка Стенлі 1998 | Вашингтон         |
| Джо Луїс Арена    | Джо Луїс Арена Кепітал Ван-аренаclass=notpageimage\| Арени фіналу Кубка Стенлі 1998 | Кепітал Ван-арена |
| Місткість: 19 983 | Джо Луїс Арена Кепітал Ван-аренаclass=notpageimage\| Арени фіналу Кубка Стенлі 1998 | Місткість: 19 740 |
|                   | Джо Луїс Арена Кепітал Ван-аренаclass=notpageimage\| Арени фіналу Кубка Стенлі 1998 |                   |

## Серія
| 9 червня 1998 | Детройт Ред Вінгз | 2 : 1 (2:0, 0:1, 0:0) | Вашингтон Кепіталс | Джо Луїс Арена, Детройт |

| Протокол                                  | Протокол   | Протокол              | Протокол                   | Протокол |
| ----------------------------------------- | ---------- | --------------------- | -------------------------- | -------- |
|                                           | Кріс Осгуд | Голкіпери             | Олаф Кельціг (00:00-58:45) |          |
| Джо Кочур (14:04) Ніклас Лідстрем (16:18) |            | Ріхард Зедник (35:57) |                            |          |
| 6 хв.                                     | Вилучення  | 6 хв.                 |                            |          |
| 31                                        | Кидки      | 17                    |                            |          |

| 11 червня 1998 | Детройт Ред Вінгз | 5 : 4 (ОТ) (1:0, 0:3, 3:1, 1:0) | Вашингтон Кепіталс | Джо Луїс Арена |

| Протокол                                                                                                  | Протокол   | Протокол                                                                    | Протокол     | Протокол |
| --- | ---------- | --------------------------------------------------------------------------- | ------------ | -------- |
| | Кріс Осгуд | Голкіпери                                                                   | Олаф Кельціг |          |
| Стів Айзерман (07:49) Стів Айзерман (46:37) Мартен Лапойнт (48:08) Даг Браун (55:46) Кріс Дрейпер (75:24) |            | Петер Бондра (21:51) Кріс Саймон (26:11) Адам Оутс (31:03) Жое Жуно (47:05) |              |          |
| 12 хв. | Вилучення  | 12 хв.                                                                      |              |          |
| 60 | Кидки      | 33                                                                          |              |          |

| 13 червня 1998 | Вашингтон Кепіталс | 1 : 2 (0:1, 0:0, 1:1) | Детройт Ред Вінгз | Кепітал Ван-арена, Вашингтон |

| Протокол              | Протокол                   | Протокол                                | Протокол   | Протокол |
| --------------------- | -------------------------- | --------------------------------------- | ---------- | -------- |
|                       | Олаф Кельціг (00:00-58:58) | Голкіпери                               | Кріс Осгуд |          |
| Браян Беллоуз (50:35) |                            | Томас Гольмстрем (00:35) Сергій Федоров |            |          |
| 12 хв.                | Вилучення                  | 12 хв.                                  |            |          |
| 18                    | Кидки                      | 34                                      |            |          |

| 16 червня 1998 | Вашингтон Кепіталс | 1 : 4 (0:1, 1:2, 0:1) | Детройт Ред Вінгз | Кепітал Ван-арена |

| Протокол              | Протокол     | Протокол                                                                       | Протокол   | Протокол |
| --------------------- | ------------ | ------------------------------------------------------------------------------ | ---------- | -------- |
|                       | Олаф Кельціг | Голкіпери                                                                      | Кріс Осгуд |          |
| Браян Беллоуз (27:49) |              | Даг Браун (10:30) Мартен Лапойнт (21:26) Ларрі Мерфі (31:46) Даг Браун (41:32) |            |          |
| 10 хв.                | Вилучення    | 10 хв.                                                                         |            |          |
| 31                    | Кидки        | 38                                                                             |            |          |

| Володар Кубка Стенлі 1998        |
| -------------------------------- |
| Детройт Ред Вінгз дев'ятий титул |

## Володарі Кубка Стенлі
| Володарі Кубка Стенлі «Детройт Ред Вінгз» | Воротарі: Кріс Осгуд, Кевін Годсон Захисники: Боб Роуз, Ніклас Лідстрем, В'ячеслав Фетісов, Дмитро Миронов, Константинов Володимир, Аарон Ворд, Джеймс Макоун, Андерс Ерікссон, Ларрі Мерфі, Матьє Дандено Нападники: Стів Айзерман (К), Ігор Ларіонов, Кріс Дрейпер, Брент Гілкріст, Сергій Федоров, Матьє Дандено, Даг Браун, Брендан Шенаген, Кірк Малтбі, Мартен Лапойнт, Майк Кнубл, Даррен Маккарті, Джо Кочур, В'ячеслав Козлов, Томас Гольмстрем Головний тренер: Скотті Бовмен Генеральний менеджер: Кен Голланд |